# Тирштајн (Фихтелгебирге)
Тирштајн (њем. Thierstein) град је у њемачкој савезној држави Баварска. Једно је од 17 општинских средишта округа Вунзидел (Фихтел). Према процјени из 2010. у граду је живјело 1.231 становника. Посједује регионалну шифру (AGS) 9479159.

## Географски и демографски подаци
Тирштајн се налази у савезној држави Баварска у округу Вунзидел (Фихтел). Град се налази на надморској висини од 600 метара. Површина општине износи 12,9 km². У самом граду је, према процјени из 2010. године, живјело 1.231 становника. Просјечна густина становништва износи 95 становника/km².